# برنامج استثماري عالي العائد
برنامج الاستثمار عالي العائد (HYIP)، هو أحد أنواع سلسلة بونزي، وهو عبارة عن عملية احتيال استثمارية تعد بعائد مرتفع غير مستدام على الاستثمار من خلال دفع الأموال التي استثمرها مستثمرون جدد للمستثمرين السابقين.

## الكيفية
يقوم المشغلون بإعداد موقع ويب يقدم برنامج استثمار يعد بعوائد عالية جدًا، مثل 1% يوميًا (3678% مردود مئوي سنوي عندما تتضاعف العائدات كل يوم)، ويكشف عن تفاصيل قليلة أو معدومة حول الإدارة الأساسية أو الموقع أو أي شيء آخر عن الجوانب المتعلقة بكيفية استثمار الأموال. قالت هيئة الأوراق المالية والبورصة الأمريكية (SEC) إن "هذه المخططات الاحتيالية تتضمن الإصدار المزعوم أو التداول أو استخدام ما يسمى بالبنك "الرئيسي" أو البنك الأوروبي الرئيسي، أو الأدوات المالية الرئيسية للبنك العالمي، أو برامج 'الاستثمار عالية العائد' (HYIP's)، حيث يسعى فنانو الاحتيال... إلى تضليل المستثمرين من خلال الإشارة إلى أن مؤسسات ذات سمعة طيبة ومالياً قوية تشارك في هذه البرامج الوهمية. في عام 2010، حذرت هيئة تنظيم الصناعة المالية (FINRA) من أن "المحتالين الذين يقفون وراء مشاريع HYIP هم خبراء في استخدام وسائل التواصل الاجتماعي - بما في ذلك يوتيوب وتويتر وفيسبوك - لجذب المستثمرين وخلق وهم التوافق الاجتماعي على أن هذه الاستثمارات شرعية."
يحاول بعض المستثمرين الربح عن طريق محاولة الاستثمار في برامج HYIP في مرحلة مبكرة بما فيه الكفاية لتحقيق عائد، ثم يقومون بسحب أموالهم قبل انهيار النظام لتحقيق ربح على حساب الداخلين في وقت لاحق. هذا في حد ذاته يشكل مخاطرة، حيث يمكن أن يؤدي التوقيت السيء إلى خسارة كاملة لجميع الأموال المستثمرة. لتقليل هذا الخطر، يستخدم بعض هؤلاء المستثمرون "مواقع التتبع" التي تدرج المخططات وحالتها الحالية. يقول بعض الخبراء إنه لا يوجد دليل كافٍ لتأييد أن مواقع التتبع يمكن أن تساعد فعليًا المستثمرين على تحقيق مزيد من الأرباح.

## أمثلة

### مكافآت زيك
في 17 أغسطس 2012، قامت هيئة الأوراق المالية والبورصة الأمريكية (SEC) بتقديم شكوى ضد المدعى عليهم بول بيركس وزيك ريواردز، التي تتخذ من ولاية نورث كارولاينا مقرًا لها. كان بول بيركس يدير برنامج زيك ريواردز، وهي "فرصة استثمار" تعد المستثمرين بتحقيق عوائد من خلال المشاركة في أرباح Zeekler، وهي موقع مزاد على السنت. كانت الأموال المستثمرة في زيك ريواردز تكسب عوائد بنسبة 1.5٪ يوميًا. كان يشجع المستثمرون على ترك أرباحهم تتراكم وجذب أعضاء جدد إلى "مصفوفة قسرية" لزيادة عوائدهم. تؤكد هيئة الأوراق المالية والبورصات أن هذا النظام لدفع العائدات الذي يعتمد على المصفوفة القسرية يشكل نظام هرمي. كان على المستثمرين الجدد دفع رسوم اشتراك شهرية تتراوح بين 10 و 99 دولارًا، وتقديم استثمار أولي يصل إلى 10,000 دولار. كلما كان الاستثمار الأولي أعلى، زادت نسب العائدات. أكدت هيئة الأوراق المالية والبورصات أن موقع Zeekler جلب فقط حوالي 1٪ من إجمالي الدخل المزعوم لشركة زيك ريواردز وأن غالبية الأموال المدفوعة جاءت من استثمارات جديدة. تزعم الهيئة أن زيك ريواردز، هي نظام بونزي بقيمة 600 مليون دولار يؤثر على مليون مستثمر، مما يجعلها واحدة من أكبر أنظمة البونزي في التاريخ من حيث عدد المستثمرين المتضررين. وقدر الحارس القضائي المعين من قبل المحكمة أن مبلغ 600 مليون دولار يمكن أن يكون "عند الحد الأدنى" وأن عدد المستثمرين يمكن أن يصل إلى 2 مليون. دفع بول بيركس 4 ملايين دولار إلى هيئة الأوراق المالية والبورصة ووافق على التعاون في تحقيقاتها. في فبراير 2017، حُكم على بوركس بالسجن لمدة 14 عامًا و8 أشهر لدوره في برنامج زيك ريواردز.

### OSGold
تأسست OSGold كمحاكاة لنظام الذهب الإلكتروني في عام 2001 على يد ديفيد ريد وأغلقت عام 2002. وفقًا لدعوى قضائية رفعت في محكمة الولايات المتحدة في بداية عام 2005، قد يكون مشغلو OSGold قد انتزعوا مبلغ 250 مليون دولار. ذكرت CNet أنه "في ذروة شعبيتها، كانت عملة OSGold تفتخر بأكثر من 60,000 حساب أنشئ من قبل أشخاص جذبهم وعود الاستثمارات 'عالية العائد' التي ستوفر عوائد شهرية مضمونة تتراوح بين 30٪ و 45٪."

### بيبس
أُطلِق نظام PIPS (People in Profit System [الناس في نظام الربح]، أو Pure Investors [المستثمرون النقيّون]) من قبل برايان مارسدن في أوائل عام 2004 وانتشر في أكثر من 20 دولة. حُقِّق في PIPS من قبل بنك نيجارا ماليزيا في عام 2005 مما أدى إلى توجيه اتهامات إلى مارسدن وزوجته في محكمة ماليزية بتهمة غسيل الأموال في 97 تهمة بمبلغ يزيد عن 77 مليون رنجت ماليزي، ما يعادل 20 مليون دولار.

### كولونينفست
حدثت قضية أخرى كبيرة في تايلاند في عام 2008. قامت شركة كولونينفست (Colonyinvest) بخداع حوالي 50,000 مستثمر تايلاندي بنحو 5 مليار باهت تايلندي (حوالي 150 مليون دولار أمريكي).

### البرامج الاستثمارية عالية العائد الأخرى
من بين البرامج الاستثمارية عالية العائد (HYIPs) التي أغلقت بسبب الإجراءات القانونية، تشمل Ginsystem Inc، والإمبراطورية المشهورة Sunshine Empire في سنغافورة، وشركة City Limouzine، وشركة Future Maker Pvt. Ltd. (بنحو 200 مليون دولار أمريكي) في الهند، وEMGOLDEX أو بورصة الذهب الإماراتية، وWorldWide Solutionz في جنوب أفريقيا.

## روابط خارجية
- تحذير لجميع المستثمرين بشأن "Prime Bank" الوهمي وغيره من برامج الاستثمار المتعلقة بالعمل المصرفي ، هيئة الأوراق المالية والبورصة الأمريكية
- مخططات بونزي ذات سمات مشتركة بين HYIP ، شرطة الخيالة الملكية الكندية

قالب:Scams and confidence tricks